# 美里悠茉
美里 悠茉（みさと ゆま、1月16日 - ）は、日本のダンサー、振付家。ストーリーダンスグループTAO代表。東京都歌舞伎町にあるショークラブTAOの経営者。ショーパブなどのショー演出やダンス振付など数多くの作品を手掛ける。
東京都出身。幼少の頃よりダンサーとして舞台、イベントに多数出演する。
2007年、“言葉を話さずダンス、仕草、表情でストーリーを展開する”ストーリーダンスグループTAOを結成。
本公演やミュージカル公演等では脚本、演出、振付を担当し、イベント等のプロデュースも手掛ける。

2023年にボーカリスト岡本隆根とのvocal×dance×storyユニット「CONNECTED.」を結成
神田明神で上演中の座showの全ての演出を担当
東京タワー地下でのshow演出も担当している
近年ではタロット占い師としても活躍し
鑑定予約は常に2ヶ月待ち

## 出演作品
舞台・イベント・ミュージカル出演
- 「北島三郎特別公演」（ダンサー）
- 「サウンドオブミュージック」（修道院長役）
- 「ウエストサイドストーリー」（アニタ役）
- 「ファーブル昆虫記」（クワガタ役）
- ベネッセコーポレーション「しまじろうドーナツ城へいく」（ABCガールズ）
- 「俺たちは天使じゃない」（大塚光子役）
- 「花山信吉工務店」（古川幸恵役）
- 「じゅん喫茶便り」（田中のりこ役）
- 「ブロードウェイスポットライト」（京子役）
- 「好蝶れんげの世界。」（ダンサー）
- 「ドリームレスキュー言うことナース！〜エピソードゼロなのですぅ〜」（ベレン・ヘーナ役）
- 日本フラダンス協会ZUSHI&KAMAKURA 2012「HULAFestival」
- なかのエンジョイ〜エンターテイメントvol.4「中野サイド物語」（東野ユウナ役）

CM
- 家庭教師のトライ（女子中学生役）

ドラマ
- ウォーターボーイズ（女子中学生役）

## 振付・演出
- おなべのショーレストラン「アポロ」 レギュラーショー
- ショーレストラン六本木「香和」レギュラーショー、バースデイショー、しいまいちの 25 周年ショー
- ライトオペラ『出島』
- Empathy Experience『 One's beliefs』演出助手/ ダンス振付
- Empathy Experience『彼の丘に登る』ダンス振付
- Empathy Experience『竜宮城と鬼が島と舞踏会』ダンス振付
- なかのえんじょい~エンターテイメトvol.0『竜宮城と鬼が島と舞踏会』ダンス振付
- なかのえんじょい~エンターテイメトvol.1『天使のシケン』ダンス振付
- なかのえんじょい~エンターテイメトvol.2『アラジンと魔術師たち』ダンス振付
- なかのえんじょい~エンターテイメトvol.3『かぐやのふるさと』ダンス振付
- なかのえんじょい~エンターテイメトvol.4『なかのサイド物語』ダンス振付
- FP アドバンスプロデュース公演『男おいらん』初演・再演 ダンス振付